# Płońsk
Płońsk er en polsk by i voivodskabet Mazowieckie.
Den ligger ved floden Płonka omkring 60 kilometer nordvest for Warszawa.
Byen har 21.591 indbyggere (2022).